# Astroblepus nicefori
Astroblepus nicefori är en fiskart som beskrevs av Myers 1932. Astroblepus nicefori ingår i släktet Astroblepus och familjen Astroblepidae. Inga underarter finns listade.